# Nikola Krčmarević
Nikola Krčmarević (in serbo Никола Крчмаревић?; Belgrado, 18 dicembre 1991) è un calciatore serbo, centrocampista del Žarkovo.